# Región de Awdal
Awdal es una región (gobolka) en el norte de Somalia. Su capital es Boorama. Limita con Etiopía, Yibuti, la región somalí de Woqooyi Galbeed y el golfo de Adén. Awdal es una de las seis regiones de la autoproclamada República de Somalilandia y es la región más grande de dicho país.
La región es relativamente próspera, en contraste con el resto del Cuerno de África; debido en parte a que la región no fue afectada tanto en la guerra civil somalí.

## Distritos
Consiste en cinco distritos:
- Baki
- Boorama
- Lughaya
- Zeila
- Dilla